# Monistrol-d'Allier

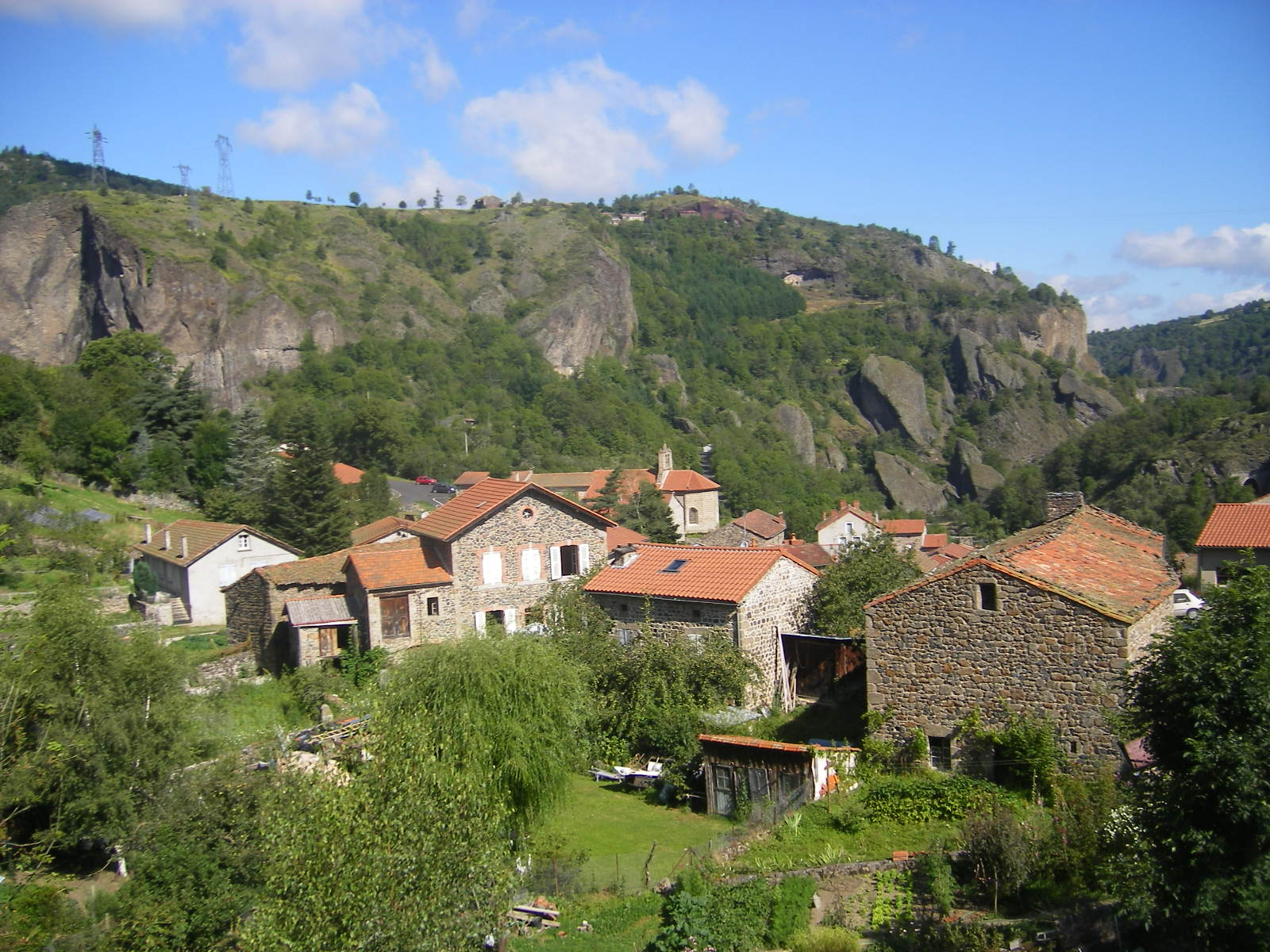

Monistrol-d'Allier este o comună în departamentul Haute-Loire, Franța. În 2009 avea o populație de 219 de locuitori.